# Franco Bonato
Franco Bonato Gardin (ur. 2 października 1925 w Bassano del Grappa, zm. 6 kwietnia 2015 w Mediolanie) – wenezuelski strzelec, olimpijczyk. 
Brał udział w Letnich Igrzyskach Olimpijskich 1960 (Rzym). Startował w kwalifikacjach trapu, których jednak nie przeszedł.